# Natação nos Jogos Pan-Americanos de 2023 - 100 m livre feminino
A competição de 100 m livre feminino da natação nos Jogos Pan-Americanos de 2023 foi disputada em 23 de outubro no Centro Acuático Estadio Nacional, em Santiago, no Chile. No total, competiram 39 atletas de 29 Comitês Olímpicos Nacionais (CON).

## Calendário
Horário local (UTC-4).
| Data          | Horário | Fase          |
| ------------- | ------- | ------------- |
| 23 de outubro | 09:00   | Eliminatórias |
| 23 de outubro | 16:00   | Final B       |
| 23 de outubro | 16:04   | Final A       |

## Medalhistas
| Ouro   | CAN Maggie Mac Neil      |
| Prata  | BRA Stephanie Balduccini |
| Bronze | USA Catie DeLoof         |

## Recordes
Antes desta competição, os recordes mundiais e dos Jogos Pan-Americanos da prova eram os seguintes:
| Tipo                             | Atleta                         | Tempo | Local     | Data                |
| -------------------------------- | ------------------------------ | ----- | --------- | ------------------- |
|                                  | CHN Haiyang Qin                | 51s71 | Budapeste | 23 de julho de 2017 |
| Recorde dos Jogos Pan-Americanos | BAH Arianna Vanderpool-Wallace | 53s83 | Toronto   | 14 de julho de 2015 |

O seguinte novo recorde foi estabelecido durante esta competição:
| Data                  | Prova   | Atleta          | Nacionalidade | Tempo | Recordes                         |
| --------------------- | ------- | --------------- | ------------- | ----- | -------------------------------- |
| 23 de outubro de 2023 | Final A | Maggie Mac Neil | Canadá        | 53.64 | Recorde dos Jogos Pan-Americanos |

## Resultados

### Eliminatórias
Qualificação: Os oito mais rápidos (QA) qualificam-se para a final A e os próximos oito mais rápidos (QB) qualificam-se para a final B.
As eliminatórias foram realizadas em 23 de outubro.
| Pos. | Bateria | Raia | Atleta                | Nacionalidade                       | Tempo   | Notas |
| ---- | ------- | ---- | --------------------- | ----------------------------------- | ------- | ----- |
| 1    | 5       | 5    | Amy Fulmer            | USA Estados Unidos                  | 54.78   | QA    |
| 2    | 4       | 5    | Ana Vieira            | BRA Brasil                          | 54.89   | QA    |
| 3    | 3       | 4    | Stephanie Balduccini  | BRA Brasil                          | 54.96   | QA    |
| 4    | 5       | 4    | Catie De Loof         | USA Estados Unidos                  | 55.52   | QA    |
| 5    | 4       | 2    | Anicka Delgado        | ECU Equador                         | 55.73   | QA    |
| 6    | 4       | 4    | Maggie Mac Neil       | CAN Canadá                          | 55.76   | QA    |
| 7    | 3       | 5    | Mary-Sophie Harvey    | CAN Canadá                          | 55.77   | QA    |
| 8    | 5       | 7    | Andrea Becali         | CUB Cuba                            | 56.28   | QA    |
| 9    | 5       | 1    | Sofía Revilak         | MEX México                          | 56.49   | QB    |
| 10   | 5       | 3    | Elisbet Gámez         | CUB Cuba                            | 56.26   | QB    |
| 11   | 3       | 2    | Marina Spadoni        | ESA El Salvador                     | 57.13   | QB    |
| 12   | 4       | 3    | Celine Bispo          | BRA Brasil                          | 57.15   | QB    |
| 13   | 3       | 3    | Karen Durango         | COL Colômbia                        | 57.42   | QB    |
| 14   | 5       | 2    | Athena Meneses        | MEX México                          | 57.44   | QB    |
| 15   | 4       | 1    | Inés Marín            | CHI Chile                           | 57.45   | QB    |
| 16   | 4       | 7    | María Yegres          | VEN Venezuela                       | 57.57   | WD    |
| 17   | 3       | 7    | Rafaela Fernandini    | PER Peru                            | 57.61   | QB    |
| 18   | 4       | 8    | Elisabeth Timmer      | ARU Aruba                           | 57.86   |       |
| 19   | 4       | 6    | Lucía Gauna           | ARG Argentina                       | 57.89   |       |
| 20   | 2       | 6    | Sabrina Lyn           | JAM Jamaica                         | 57.99   |       |
| 21   | 3       | 6    | Guillermina Ruggiero  | ARG Argentina                       | 58.08   |       |
| 22   | 5       | 6    | Isabella Bedoya       | COL Colômbia                        | 58.16   |       |
| 22   | 2       | 4    | Luna María Chabat     | URU Uruguai                         | 58.16   |       |
| 24   | 3       | 1    | Madelyn Moore         | BER Bermudas                        | 58.37   |       |
| 25   | 2       | 5    | Julimar Ávila         | HON Honduras                        | 58.56   |       |
| 26   | 5       | 8    | Beatriz Padrón        | CRC Costa Rica                      | 58.67   |       |
| 27   | 3       | 8    | María Schutzmeier     | NCA Nicarágua                       | 58.78   |       |
| 28   | 2       | 7    | Monstserrat Spielmann | CHI Chile                           | 59.08   |       |
| 29   | 2       | 1    | Zaylie Thompson       | BAH Bahamas                         | 59.34   |       |
| 30   | 2       | 3    | María Santis          | EAI Equipe de Atletas Independentes | 59.36   |       |
| 31   | 2       | 2    | María Castillo        | PAN Panamá                          | 59.39   |       |
| 32   | 2       | 8    | Kyra Rabess           | CAY Ilhas Cayman                    | 59.81   |       |
| 33   | 1       | 4    | Tilly Collymore       | GRN Granada                         | 59.87   |       |
| 34   | 1       | 6    | Aleka Persaud         | GUY Guiana                          | 1:00.96 |       |
| 35   | 1       | 3    | Stefania Piccardo     | PAR Paraguai                        | 1:01.31 |       |
| 36   | 1       | 7    | Natalia Kuipers       | ISV Ilhas Virgens Americanas        | 1:01.89 |       |
| 37   | 1       | 5    | Harper Barrowman      | CAY Ilhas Cayman                    | 1:02.28 |       |
| 38   | 1       | 2    | Kennice Greene        | VIN São Vicente e Granadinas        | 1:02.41 |       |
| 39   | 1       | 1    | Kaeylin Djoparto      | SUR Suriname                        | 1:08.74 |       |

### Final B
A final B foi realizada em 23 de outubro.
| Pos. | Raia | Atleta             | Nacionalidade   | Tempo | Notas |
| ---- | ---- | ------------------ | --------------- | ----- | ----- |
| 9    | 5    | Elisbet Gámez      | CUB Cuba        | 56.48 |       |
| 10   | 3    | Marina Spadoni     | ESA El Salvador | 56.72 |       |
| 11   | 1    | Inés Marín         | CHI Chile       | 57.03 |       |
| 12   | 4    | Sofía Revilak      | MEX México      | 57.31 |       |
| 13   | 8    | Rafaela Fernandini | PER Peru        | 57.34 |       |
| 14   | 2    | Karen Durango      | COL Colômbia    | 57.75 |       |
| 14   | 7    | Athena Meneses     | MEX México      | 57.75 |       |
| 16   | 6    | Celine Bispo       | BRA Brasil      | 57.82 |       |

### Final A
A final A foi realizada em 23 de outubro.
| Pos. | Raia | Atleta               | Nacionalidade      | Tempo | Notas                            |
| ---- | ---- | -------------------- | ------------------ | ----- | -------------------------------- |
| 01 ! | 7    | Maggie Mac Neil      | CAN Canadá         | 53.64 | Recorde dos Jogos Pan-Americanos |
| 02 ! | 3    | Stephanie Balduccini | BRA Brasil         | 54.13 |                                  |
| 03 ! | 6    | Catie De Loof        | USA Estados Unidos | 54.50 |                                  |
| 4    | 1    | Mary-Sophie Harvey   | CAN Canadá         | 54.64 |                                  |
| 5    | 4    | Amy Fulmer           | USA Estados Unidos | 54.90 |                                  |
| 6    | 5    | Ana Vieira           | BRA Brasil         | 55.07 |                                  |
| 7    | 2    | Anicka Delgado       | ECU Equador        | 55.95 |                                  |
| 8    | 8    | Andrea Becali        | CUB Cuba           | 56.12 |                                  |

Legenda
| Recorde mundial                  | Recorde mundial (World record)               |                       | Recorde africano                      | Recorde africano (African) |                                           | Q | Classificado por posição (Qualified) |
| Recorde dos Jogos Pan-Americanos | Recorde pan-americano (Pan-American record)  | Recorde da América    | Recorde da América (Americas)         | q                          | Classificado por melhor tempo (Qualified) |   |                                      |
| Melhor marca do ano              | Melhor marca do ano (World leading)          | Recorde asiático      | Recorde asiático (Asian)              | DNS                        | Não largou (Did not start)                |   |                                      |
| Recorde nacional                 | Recorde nacional (National record)           | Recorde europeu       | Recorde europeu (European)            | DNF                        | Não terminou (Did not finish)             |   |                                      |
| Recorde pessoal                  | Recorde pessoal do atleta (Personal best)    | Recorde da Oceania    | Recorde da Oceania (Oceania)          | DSQ / DQ                   | Desclassificado (Disqualified)            |   |                                      |
| Recorde da temporada             | Recorde da temporada do atleta (Season best) | Recorde sul-americano | Recorde sul-americano (South America) | NM                         | Sem marca (No mark)                       |   |                                      |